# Aéroport de Bhojpur
L'aéroport de Bhojpur (code IATA : BHP • code OACI : VNBJ) est un aéroport desservant la ville de Bhojpur au Népal.

## Installations
L'aéroport est situé à 1 219 mètres d'altitude. Il possède une piste en herbe orientée 17/35 et longue de 533 mètres.

## Situation
| \| 100 km1:3 095 000 \| Bajura Bhadrapur Bhâratpur Bhojpur Biratnagar Dhangadhi Dolpa Janakpur Jomsom Jumla Katmandou Lamidanda Lukla Manang Meghauli Nepalganj Phaplu Pokhara Ramechhap Rukumkot Rumjatar Simara Siddharthanagar Simikot Surkhet Talcha Taplejung Thamkharka Tumlingtar Dang |
| 100 km1:3 095 000 |

## Compagnies et destinations
| Compagnies     | Destinations                    |
| -------------- | ------------------------------- |
| Nepal Airlines | Biratnagar, Katmandou-Tribhuvan |
| Tara Air       | Katmandou-Tribhuvan             |

Édité le 28/02/2018